# Rosaria succina
Rosaria succina är en svampart som beskrevs av Dörfelt, A.R. Schmidt & J. Wunderl. 2000. Rosaria succina ingår i släktet Rosaria och familjen Metacapnodiaceae.   Inga underarter finns listade i Catalogue of Life.